# Автогенні зміни
Автогенні зміни,  генетичні зміни, які призводять до філетичної  еволюції. Викликаються  мутацією,  рекомбінацією, відбором і т. д.
Будь-яка  екологічна система безперервно змінюється, пристосовуючись до змін зовнішнього середовища. Алогенні зміни зумовлені  геохімічними силами, що діють на екосистему іззовні, а також дією геологічних факторів. Автогенні зміни протікають під дією факторів, що виникають всередині екосистеми. Автогенні зміни називають розвитком екосистеми, або екологічною  сукцесією.

## Автогенні ґрунти
Автогенні ґрунти — ґрунти, утворені без участі зовнішніх матеріалів і чинників (наприклад, ґрунтових вод); до них належать підзолисті, бурі та чорноземні ґрунти. 